# Tréouergat
Tréouergat is een gemeente in het Franse departement Finistère (regio Bretagne) en telt 227 inwoners (2005). De plaats maakt deel uit van het arrondissement Brest.

## Geografie
De oppervlakte van Tréouergat bedraagt 6,1 km², de bevolkingsdichtheid is 37,2 inwoners per km².
De onderstaande kaart toont de ligging van Tréouergat met de belangrijkste infrastructuur en aangrenzende gemeenten.

## Demografie
Onderstaande figuur toont het verloop van het inwonertal (bron: INSEE-tellingen).
1. ↑  Populations de référence 2022.